# Tarka szőlőmoly
A tarka szőlőmoly (keresztes szőlőmoly – Lobesia botrana, illetve Polychrosis botrana) a valódi lepkék (Glossata) alrendjébe tartozó sodrómolyfélék (Tortricidae) családjának Magyarországon is honos faja.

## Elterjedése, élőhelye
Megtalálható egész Európában, továbbá Ázsiában a Himalájától északra egészen Japánig, Észak- Afrikában és Észak- Amerikában is. Előfordul Magyarország minden szőlőtermő vidékén, bár nagyon eltérő gyakorisággal.

## Megjelenése
Szürkésbarna összbenyomást keltő szárnyát zöldesszürke, sárgás rozsdabarna és kékesszürke foltok, sávok tarkázzák. A szárny fesztávolsága 10–17 mm. Zöldes színű hernyójának feje és nyakpajzsa fakósárga.

## Életmódja
A meleg, száraz időjárást szereti, ezért gyakorisági maximuma eltér a mérsékelten meleg és nedvesebb időt kedvelő nyerges szőlőmolyétól.
Elterjedési területének nagy részén évi két nemzedéke van, de hazánkban például három. Az áttelelt bábokból kikelő lepkék április legvégén, illetve májusban rajzanak. Petéit egyenként ragasztja a fejletlen fürtök bimbóira, fedőlevélkéire, elvétve nyelére vagy a hajtásra. A tavaszi nemzedék 8–10 nap múlva kikelő hernyója a bimbóba furakodik, és kieszi annak belsejét, amitől a bimbó elszárad. Az első bimbó elpusztítása után a másodikba, majd a harmadikba furakodik be, és így pusztít mindaddig, míg a szőlő virágzása vagy testének növekedése ebben meg nem akadályozza. Ettől kezdve a fürtben él, és bimbókból, virágokból vagy később bogyókból gubancot szövöget össze magának – ebből jár ki este vagy éjjel táplálkozni. A szövedékről a fertőzött fürtök könnyen felismerhetők.
A második és harmadik nemzedék a zöld és az érő bogyókat károsítja. A nyári eleji nemzedék hernyói zömmel májusban fejlődnek, majd a tőkefejre, karórepedésbe vagy az összekötött levelek, fürtök védett zugaiba vonulva fehér szövedékgubóban bábozódnak. A lepkék június második felében, július elején rajzanak, és petéiket egyesével a szőlőbogyókra rakják. Az utódaikból származó hernyók zömmel júliusban károsítanak. Egy-egy hernyó több bogyót is megrág – ráadásul a sérült bogyót könnyen megtámadják a penészgombák, és ilyenkor rothasztani kezdik a fürtöt.
A nyár végi (őszi, áttelelő) nemzedék augusztus–szeptemberben rajzik. A hernyó szeptember végétől novemberig az érő szőlőbogyókat károsítja. Október–novemberben bábozódik, és így telel át a szőlőtőkén.
A polifág hernyók fő tápnövénye a szőlő, aminek generatív részeit (virág, bogyó) fogyasztják. Emellett számos egyéb alternatív tápnövénye ismert:
- köszméte,
- ribiszke,
- erdei iszalag (Clematis vitalba),
- veresgyűrűs som (Cornus sanguinea)
- húsos som (Cornus mas),
- lonc (Lonicera sp.),
- ostorménfa (Viburnum lantana),
- fagyal (Ligustrum sp.)
- borostyán (Hedera helix)
- gilisztaűző varádics (Tanacetum vulgare)
- sóskaborbolya (Berberis vulgaris)
- szegfű (Dianthus sp.)
- datolyszilva (Diospyros kaki)
- nyugati szamócafa (Arbutus unedo)
- rozmaring (Rosmarinus officinalis)
- tengerihagyma (Drimia maritima)
- olajfa (Olea europaea)
- májusi orgona (Syringa vulgaris)
- gránátalma (Punica granatum)
- kínai datolya (Ziziphus jujuba)
- vadcseresznye (Prunus avium)
- nemes szilva (Prunus domestica)
- kökény (Prunus spinosa)
- körte (Pyrus communis)
- hamvas szeder (Rubus caesius)
- vadszeder (Rubus fruticosus)
- tapadó vadszőlő (Parthenocissus quinquefolia).

Laboratóriumban a hernyókat felnevelték számos más növényen is, de hazánkban a nyerges szőlőmoly mellett egyértelműen a szőlő legjelentősebb rovarkártevője (a szőlőilonca csak a hajtást károsítja).
Másodlagos kártétele, hogy a megrágott fürtöket megtámadja a szürkepenész. A tarka szőlőmoly a melegebb, száraz évjáratokat, az ország déli részeit és a hegyek déli lejtőit kedveli.